# سرزة آل مهتريان (شميل)
سرزة ال مهتریان (بالفارسية: سرزه ال مهتریان) هي قرية تقع في إيران في قسم شمیل الريفي. يقدر عدد سكانها بـ 444 نسمة بحسب إحصاء 2016.